# Altaïr ibn La-Ahad
L'Altaïr Ibn-La'Ahad (àrab: الطائر ابن لا أحد, que significa "L'ocell, fill de ningú") és un personatge de ficció de la sèrie de jocs d'Ubisoft, Assassin's Creed, un mestre assassí actiu durant la Tercera Croada a Terra Santa el 1191. És un dels principals membres de Assassin's Brotherhood, i és el principal protagonista de les diferents sagues d'Assassin's Creed, Assassin's Creed: Altaïr's Chronicles and Assassin's Creed: Bloodlines. Altaïr també comparteix el paper de protagonista amb Ezio Auditore da Firenze a Assassin's Creed: Revelations, i es pot jugar un cop amb Assassin's Creed II. Va rebre una valoració bona per part de la crítica i els jugadors de videojocs.
Altaïr és un avantpassat (pel costat matern) de Desmond Miles, un assassí actual. Va ser entrenat al Castell de Masyaf a Síria per Al Mualim, el seu tutor des de la infància. Tot i que Altaïr considerava Al Mualim un segon pare, el va assassinar el setembre de 1191 després de descobrir la seva traïció. Utilitza la Poma de l'Eden semblava conèixer el futur, ja que va emprar una petita arma de foc per matar Abbas Sofian el 1247, just a l'arribada de les primeres armes de foc xineses. Va viure entre 1165 a 1257, i les seves restes van ser trobades a la biblioteca del Castell de Masyaf per l'assassí florentí Ezio Auditore da Firenze el 1512. Tot i que la seva cara es pot veure una mica en l'original Assassin's Creed, es revela completament a Assassin's Creed: Revelations quan és fa gran.

## Breu descripció
Altaïr és un mestre en assassinar, i és part de la secta dels Hashshashin. Durant l'argument del videojoc ell va matant nous personatges claus que estan involucrats en la conspiració de destruir part el terra sagrada. El videojoc es desenvolupa en l'any 1191, durant la Tercera Croada i s'ubica en les ciutats de: Jerusalem, Acre i Damasc. L'Altaïr viatja per aquestes ciutats amb un cavall negre, i mata les seves víctimes amb una gran varietat d'armes. Mentre el seu rostre està sempre amagat, se'l pot reconèixer pel seu vestit blanc.

## Rerefons
Ell no és un home religiós (com hi abundaven en l'època), però és una persona espiritual, probablement perquè la seva mare és cristiana i el seu pare musulmà. És un assassí especialitzat, capaç de fer acrobàcies a prop d'esdevenir sobrehumanes, segurament les fa després d'haver fet un rigorós entrenament en el passat. També aconsegueix més mètodes i coneixements de lluita a mesura que es va avançant en el videojoc, donant accés a noves armes i equipament. Un dels desenvolupadors d'Assassins Creed, Jade Raymond, va constatar que l'Altaïr podia fer aproximadament 800 moviments diferents en el videojoc, però no és possible de realitzar més d'un atac al cap d'una persona i aquesta segueixi viva, que no és el cas d'altres videojocs, i això contribueix a més realisme en el videojoc.

## Continuacions
Ubisoft ha esmentat que està preparant dos continuacions de l'Assassins Creed, però no se sap actualment si l'Altaïr serà el personatge principal en aquests videojocs.